# Предраг Матвійович

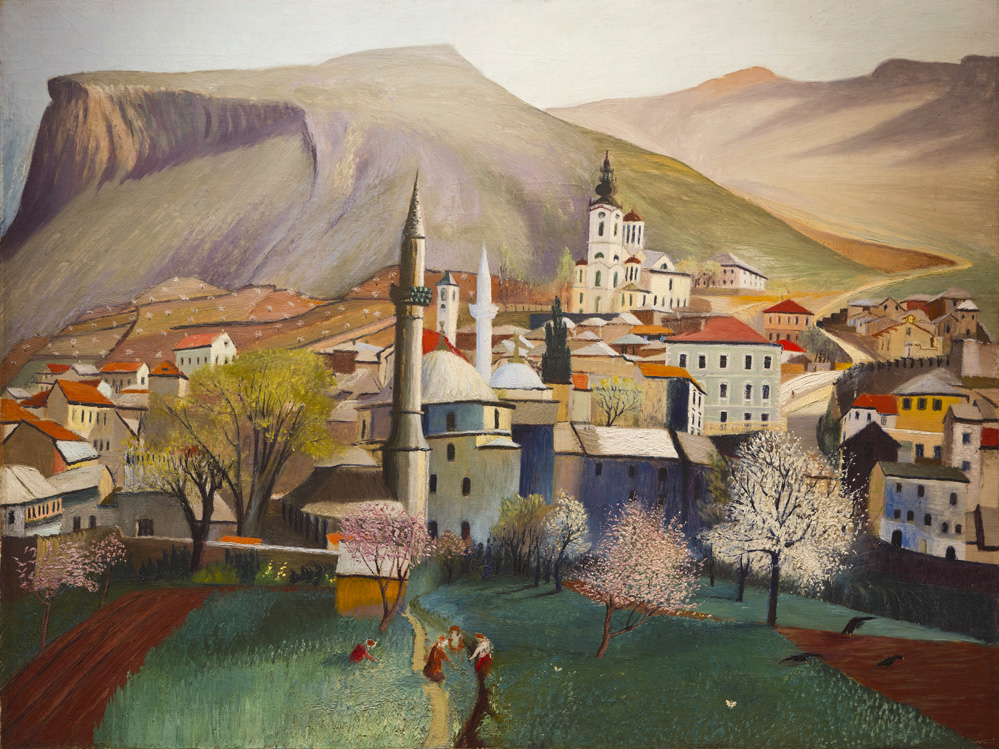
Чонтварі. Весна в Мостарі, 1903

Предраг Матвійович (хорв. Predrag Matvejević; 7 жовтня 1932, Мостар, Боснія і Герцеговина — 2 лютого 2017, Загреб, Хорватія) — хорватський та боснійський письменник і викладач.

## Біографія
Батько — Всеволод, етнічний росіянин, емігрант з Одеси, після повернення з полону в Німеччині в 1945-му році він став суддею в місті Мостар. За заявою самого Предрага, його батько був більшовицьких переконань і відчував велику симпатію до російської культури, незважаючи на те, що його батько і брат померли від голоду в ГУЛАГу. Мати — хорватка, Ангеліна. Предраг Матвійович народився в Боснії (в Мостарі). Закінчив університет в Сараєво. Викладав французьку літературу в Загребському університеті. У 1991 переїхав до Франції, поділяючи життя між Парижем і Римом. Громадянин Італії. Викладав в Університеті Париж III і Університеті Сап'єнца в Римі. Почесний віце-президент Міжнародного ПЕН-центру. Член Академії наук і мистецтв Боснії і Герцеговини.

## Творчість і визнання
Видав дві книги бесід з Мирославом Крлежа (1969, 1982). Найбільш відомий збірник його есе «Середземноморський требник» (1987), він переведений на багато мов і удостоєний Європейської премії Шарля Вейонна за есеїстику (1992), премії за кращу іноземну книгу (1993). 
Відомий своєю політичною діяльністю. У 1992 балотувався в парламент Хорватії від проюгославського Соціал-демократичного союзу. Входив до складу експертної ради відомого лівого журналу «Novi Plamen», що видається в Загребі. Симпатизував Соціалістичній робітничій партії Хорватії.

## Нагороди
- Премія Владимира Назора(1975)
- Європейська премія Шарля Вейонна за есеїстику (1992)
- Премія за кращу іноземну книгу (1993)
- Почесний доктор Французького Університету Перпіньян (30 травня 2000)
- Премія Стрега (2003)
- Офіцер Ордену Почесного легіону (2014)
- Орден мистецтва і літератури Іспанії
- Орден Свободи (Словенія)
- Почесний громадянин Сараєво

## Твори
- Razgovori s Miroslavom Krležom (1969)
- Prema novom kulturnom stvaralaštvu (1975)
- Književnost i njezina društvena funkcija: od književne tendencije do sukoba na ljevici (1977)
- Te vjetrenjače (1977)
- Jugoslavenstvo danas: pitanja kulture (1982)
- Stari i novi razgovori s Krležom (1982)
- Відкриті листи / Otvorena pisma (1986)
- Середземноморський требник / Mediteranski brevijar (1987)
- Istočni epistolar (1994)
- Gospodari rata i mira (2001)
- Інша Венеція/ Druga Venecija (2002, італійська премія Стрега, 2003)
- Проклята Європа/ Un'Europa maledetta (2005)
- Хліб наш/ Pane Nostro (2010)